# Jemo
Jemo – niezamieszkana wyspa koralowa na Wyspach Marshalla. Należy do łańcucha Ratak Chain na Oceanie Spokojnym.
Wyspa została odkryta przez hiszpańskiego konkwistadora Miguela Lópeza de Legazpi 10 stycznia 1565.

## Geografia
Wyspa ma powierzchnię 0,16 km² i leży w łańcuchu Ratak Chain mniej więcej w połowie drogi pomiędzy atolem Likiep, od którego oddalona jest o 34 km w kierunku południowo-zachodnim, a Ailuk, który leży 42 km dalej na południowy zachód. Długość wyspy wynosi ok. 600 m. Położona jest na południowo-zachodnim końcu podwodnej rafy koralowej, która rozciąga się w kierunku północno-wschodnim na długość kilku kilometrów. W 1967 r. stwierdzono występowanie na Jemo 14 gatunków ptaków, w tym 5 lęgowych i 5 potencjalnie lęgowych. Na wyspie spotkać można następujące gatunki roślin: Agave sisalana, Cenchrus echinatus, Cyanthillium cinereum, Eleusine indica, Eragrostis amabilis, Euphorbia hirta, Euphorbia prostrata, Ipomoea violacea, Paspalum distichum, Phyllanthus amarus, Physalis angulata i Pseuderanthemum carruthersii.
W przeszłości wyspę określano nazwami: Jamo, Steeple, Steepto i Temo.